# センテール駅
センテール駅（仏語：Gare de Senneterre）はカナダケベック州センテール リュ・ウエスト・4番171にある駅。カナダ各地を結ぶVIA鉄道が乗り入れている。

## 概要
当駅は有人駅である。

## 利用可能な鉄道路線／列車
VIA鉄道の停車する列車は下記の通り。
モントリオールとセンテール間の昼行長距離列車モントリオール・センテール列車 …モントリオール方面 火・木・日 出発